# Franz Renggli
Franz Renggli (* 1. September 1952) ist ein ehemaliger Schweizer Skilangläufer.

## Werdegang
Renggli startete im Alter von 23 Jahren erstmals bei den Olympischen Winterspielen 1976 in Innsbruck. Nach Rang 12 im 15-km-Einzelrennen lief er über die 50 km auf Platz 18. Im Staffelrennen erreichte er gemeinsam mit Edi Hauser, Heinz Gähler und Alfred Kälin Platz fünf. Die gleiche Staffelplatzierung erreichte er zwei Jahre später mit der Mannschaft bei den Weltmeisterschaften 1978 im finnischen Lahti. Bei den Olympischen Winterspielen 1980 in Lake Placid startete Renggli nur in den Einzeldisziplinen und wurde 27. über 15 km und Zehnter über die 50 km. Bei den Weltmeisterschaften 1982 in Oslo wurde er mit der Mannschaft, zu der diesmal neben Renggli auch Alfred Schindler, Konrad Hallenbarter und Andy Grünenfelder gehörten, Siebenter. Im Einzel über 50 km erreichte er den 19. Platz. Es blieb sein letztes internationales Turnier.
In der Saison 1975/76 belegte Renggli den zehnten Platz im inoffiziellen Gesamtweltcup. Dabei errang er jeweils den zweiten Platz in Kastelruth über 30 km und in Davos und Le Brassus in der Staffel. Ein Jahr zuvor kam er in Le Brassus ebenfalls auf den zweiten Platz in der Staffel. Auch in der Saison 1976/77 errang er in Le Brassus jeweils den zweiten Platz über 15 km und mit der Staffel und erreichte abschliessend den neunten Platz im inoffiziellen Gesamtweltcup. Im Februar 1979 wurde er in Falun Zweiter mit der Staffel.
Renggli war in seiner aktiven Zeit mehrfacher Schweizer Meister im Skilanglauf. Dabei gewann er 1971 seine ersten beiden Junioren-Titel im Einzel wie mit der Staffel in Einsiedeln. 1977 gewann er Silber über die 30 km der Senioren. Zudem wurde er dreimal Meister mit der Staffel des Grenzwachtkorps (1976, 1983, 1984), zweimal über 15 km (1976, 1982) und einmal über 50 km (1981). Seine beiden Brüder Beat und Bruno waren ebenfalls als Skilangläufer erfolgreich.

## Erfolge

### Teilnahmen an Weltmeisterschaften und Olympischen Winterspielen

#### Olympische Winterspiele
- 1976 Innsbruck: 5. Platz Staffel, 12. Platz 15 km, 18. Platz 50 km
- 1980 Lake Placid: 10. Platz 50 km, 27. Platz 15 km

#### Nordische Skiweltmeisterschaften
- 1974 Falun: 17. Platz 50 km
- 1978 Lahti: 5. Platz Staffel, 12. Platz 30 km, 35. Platz 15 km
- 1982 Oslo: 9. Platz Staffel, 19. Platz 50 km, 23. Platz 30 km

### Medaillen bei nationalen Meisterschaften
- 1974: Silber mit der Staffel, Bronze über 50 km
- 1976: Gold über 15 km, Gold mit der Staffel, Bronze über 30 km, Bronze über 50 km
- 1977: Silber über 15 km
- 1978: Silber über 30 km, Bronze über 50 km
- 1979: Silber über 15 km, Silber über 30 km, Silber über 50 km, Bronze mit der Staffel
- 1980: Silber über 30 km, Bronze über 15 km
- 1981: Gold über 50 km, Silber über 15 km
- 1982: Gold über 15 km, Silber über 50 km, Bronze mit der Staffel
- 1983: Gold mit der Staffel, Silber über 50 km, Bronze über 15 km, Bronze über 30 km
- 1984: Gold mit der Staffel